# Palác Kinských (Vídeň)
Palác Kinských ve Vídni (německy Palais Kinsky, nebo též Palais Daun-Kinsky) je barokní městský palác. Nachází se na vídeňském náměstí Freyungu č. 4 ve Vnitřním městě na rozdvojení ulice Herrengasse. Je to jeden z nejvýznamnějších vrcholně barokních paláců ve Vídni.

## Dějiny

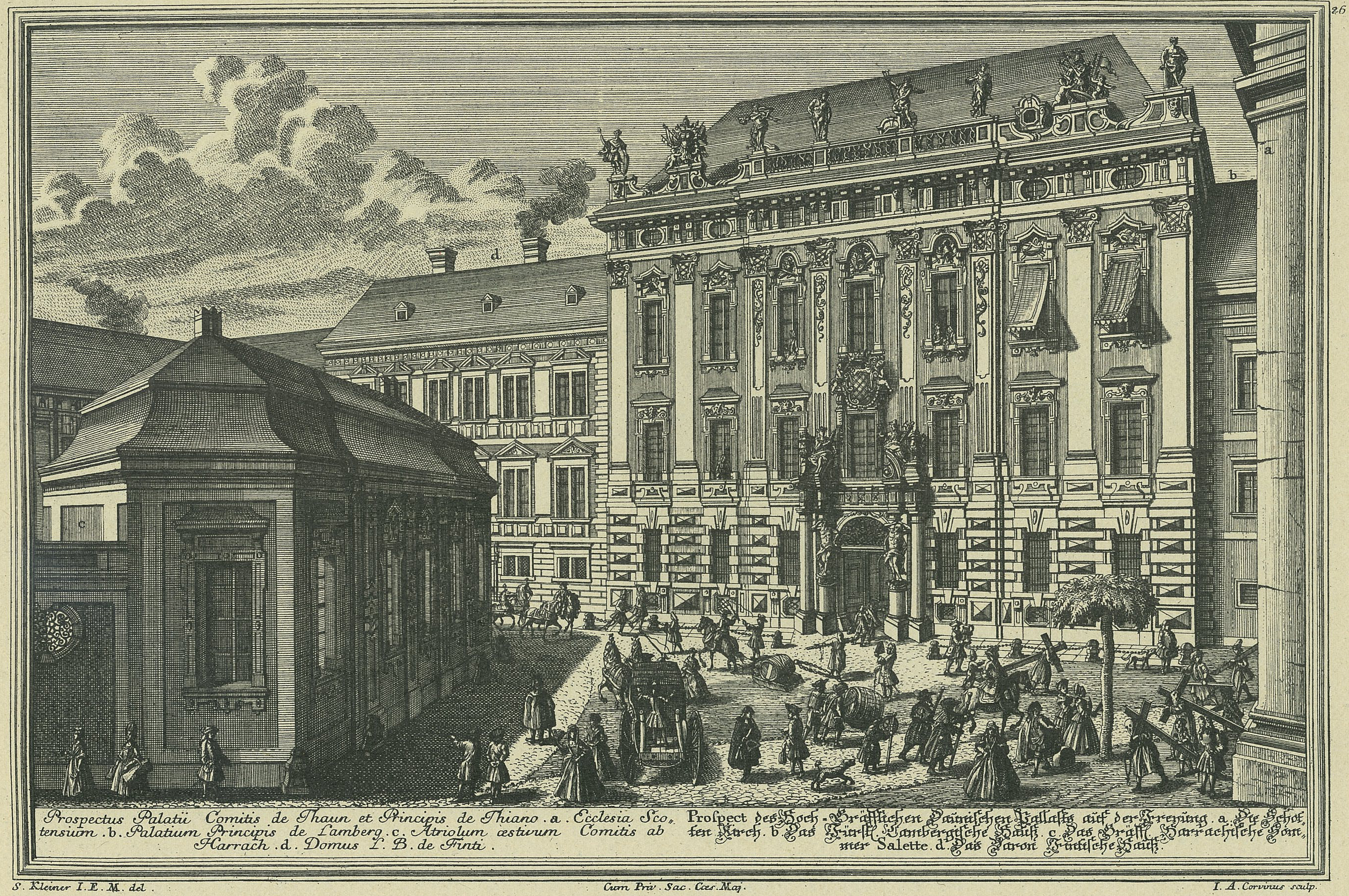
Daunský palác kolem roku 1750, rytina od Salomona Kleinera

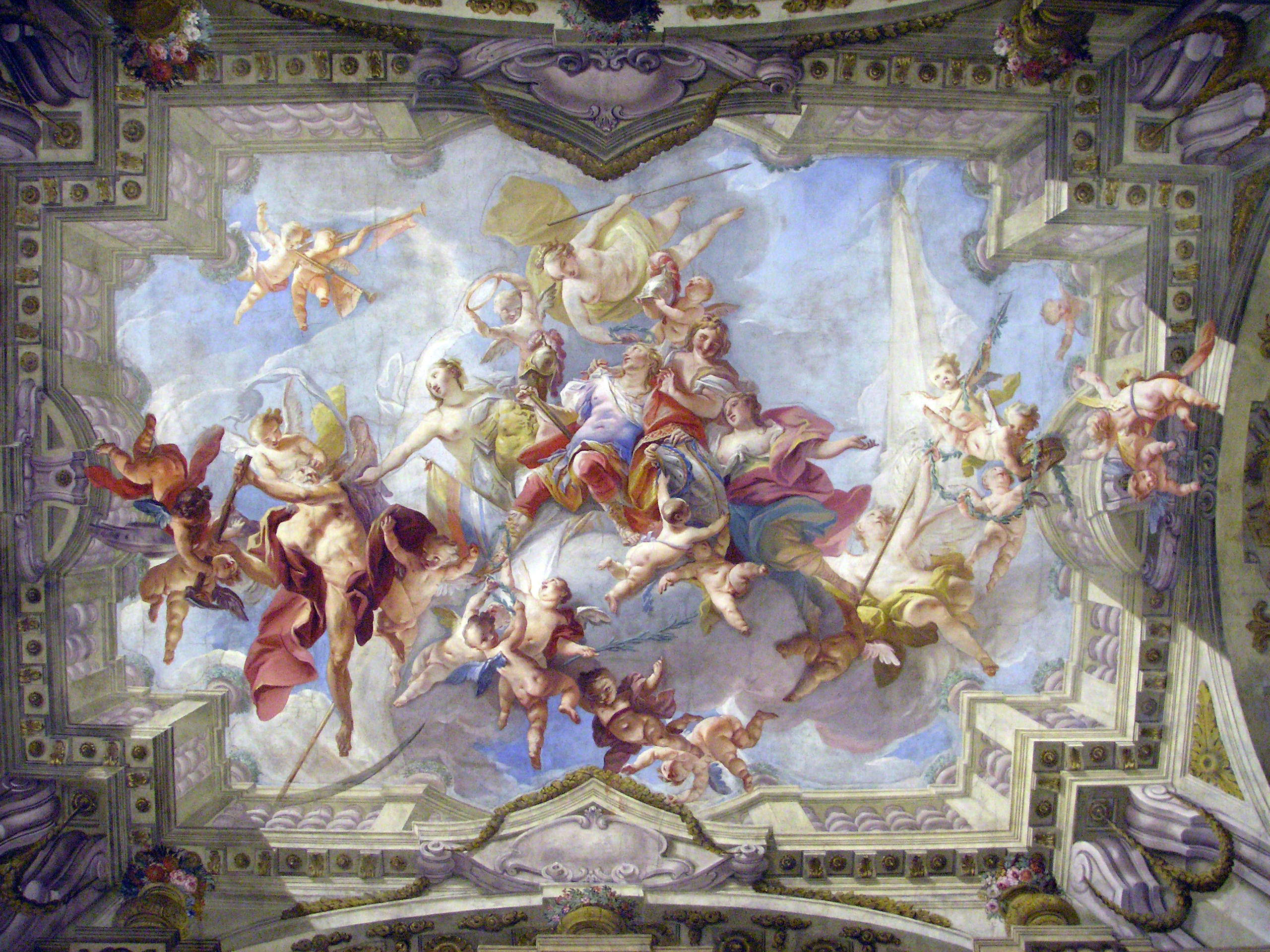
Barokní nástropní freska

Palác byl postaven v letech 1713 až 1719 Johannem Lucasem von Hildebrandtem pro polního maršála Wiricha Filipa hraběte Dauna, přičemž vznikl v době těsně po odražení nebezpečí hrozícího ze strany Osmanské říše, jako Vienna gloriosa.
7. května 1763 se v paláci narodil kníže Josef Antonín Poniatowský, pozdější polský generál a francouzský maršál. V roce 1764 palác získal hrabě Khevenhüller a o deset let později, roku 1784 přešel na Rosu hraběnku Kinskou.
Jednu dobu palác sloužil jako základna městských gard (něm. Stadtguardia), předchůdce dnešní rakouské policie.
Po roce 1945 byl v paláci zřízen důstojnický klub britské okupační armády. Dnes je palác v držení rodiny Karla Wlascheka (zemřel v r. 2015).
Na 2. nádvoří domu se nachází mauzoleum Wlascheků. Podle vídeňského obecního zákona smějí být pohřebiště zřizována pouze na pozemcích o rozloze nad 2000 m². Toho Wlaschek využil, aby v paláci Kinských zřídil mauzoleum své rodiny. Spočívají zde nejen jeho rodiče, ale také jeho čtvrtá manželka, která zemřela v roce 2003. A také od r. 2015 i on sám.......

## Vznik paláce

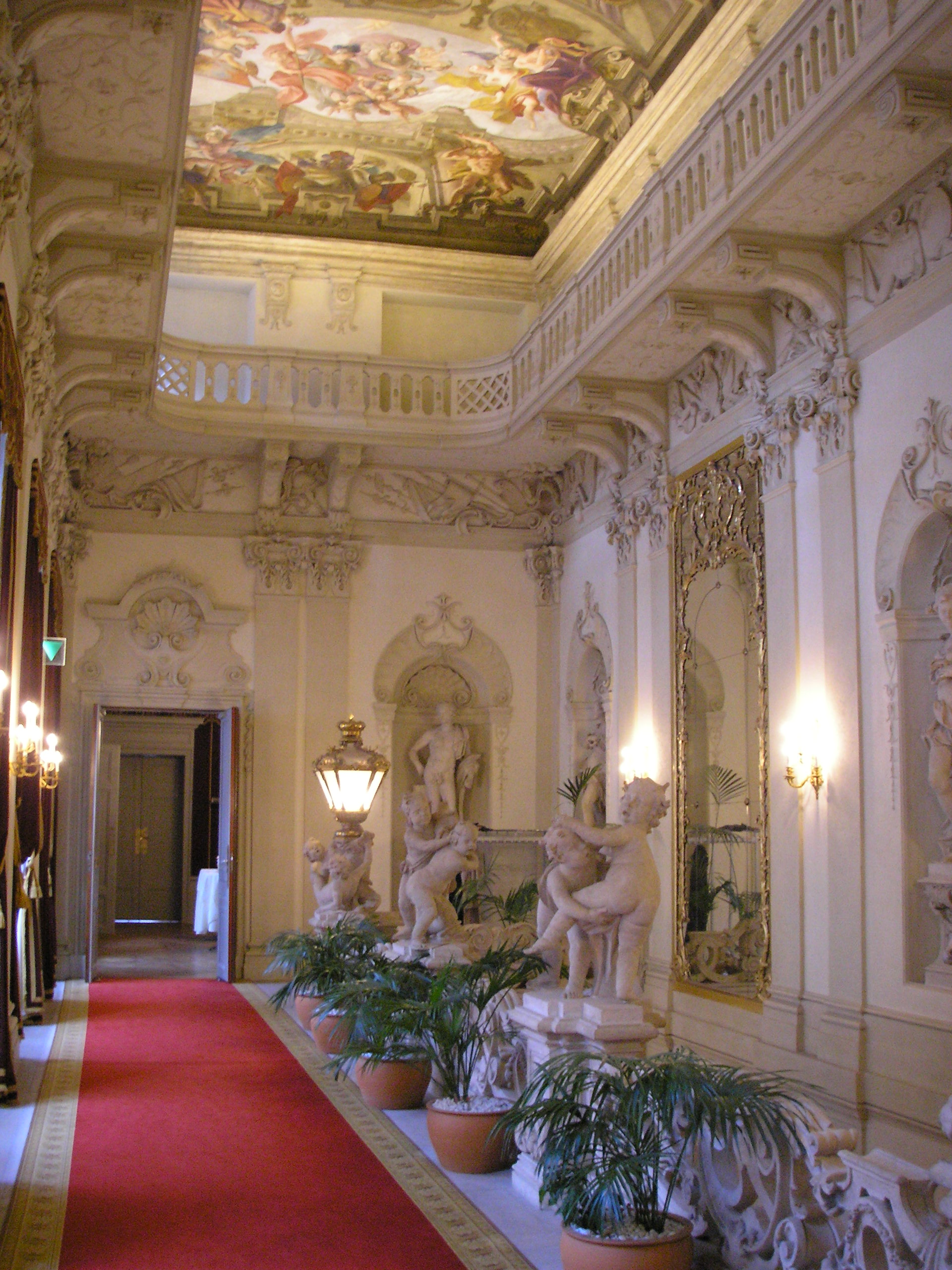
Sály ve 2. poschodí

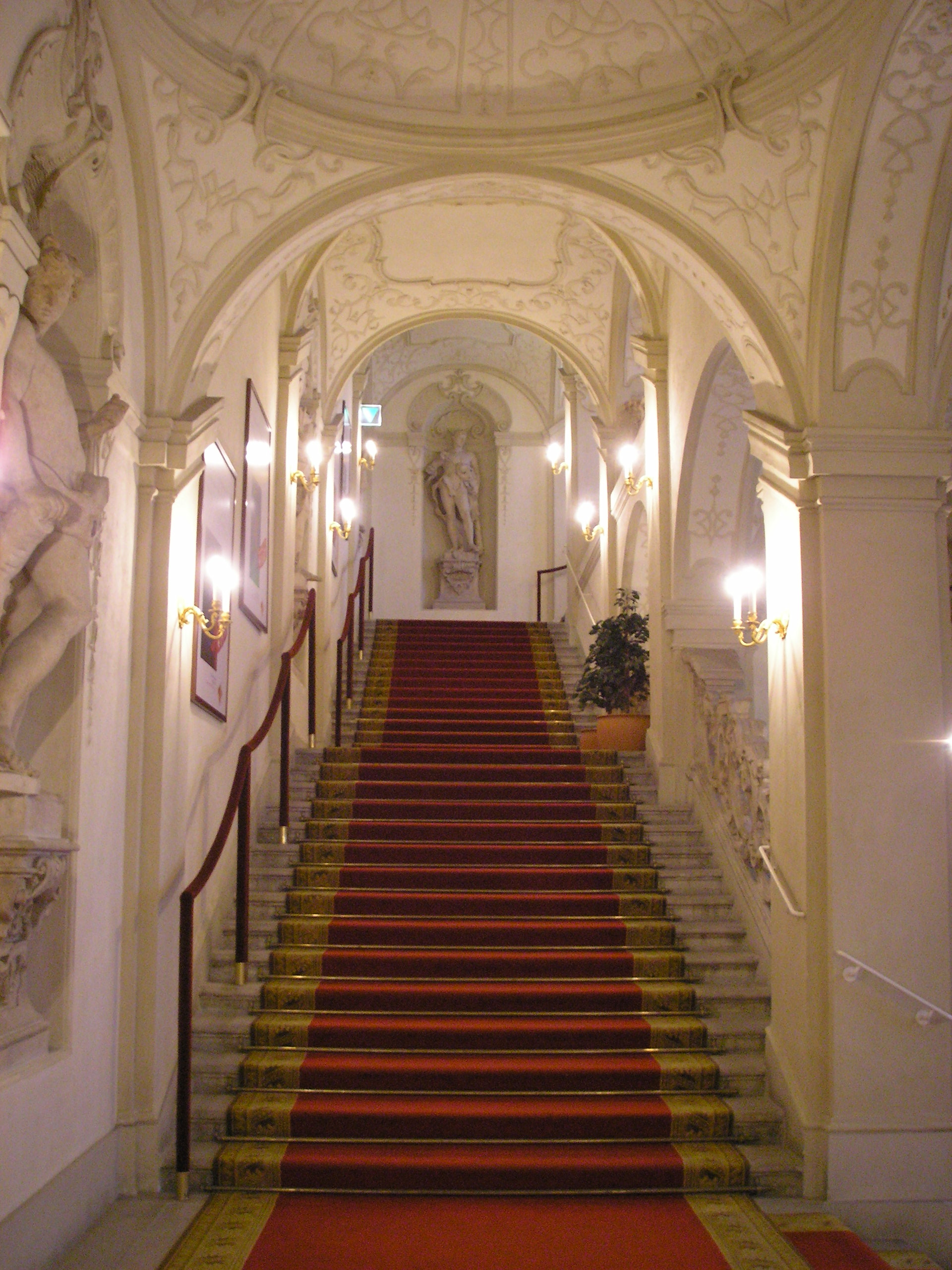
Honosné schodiště

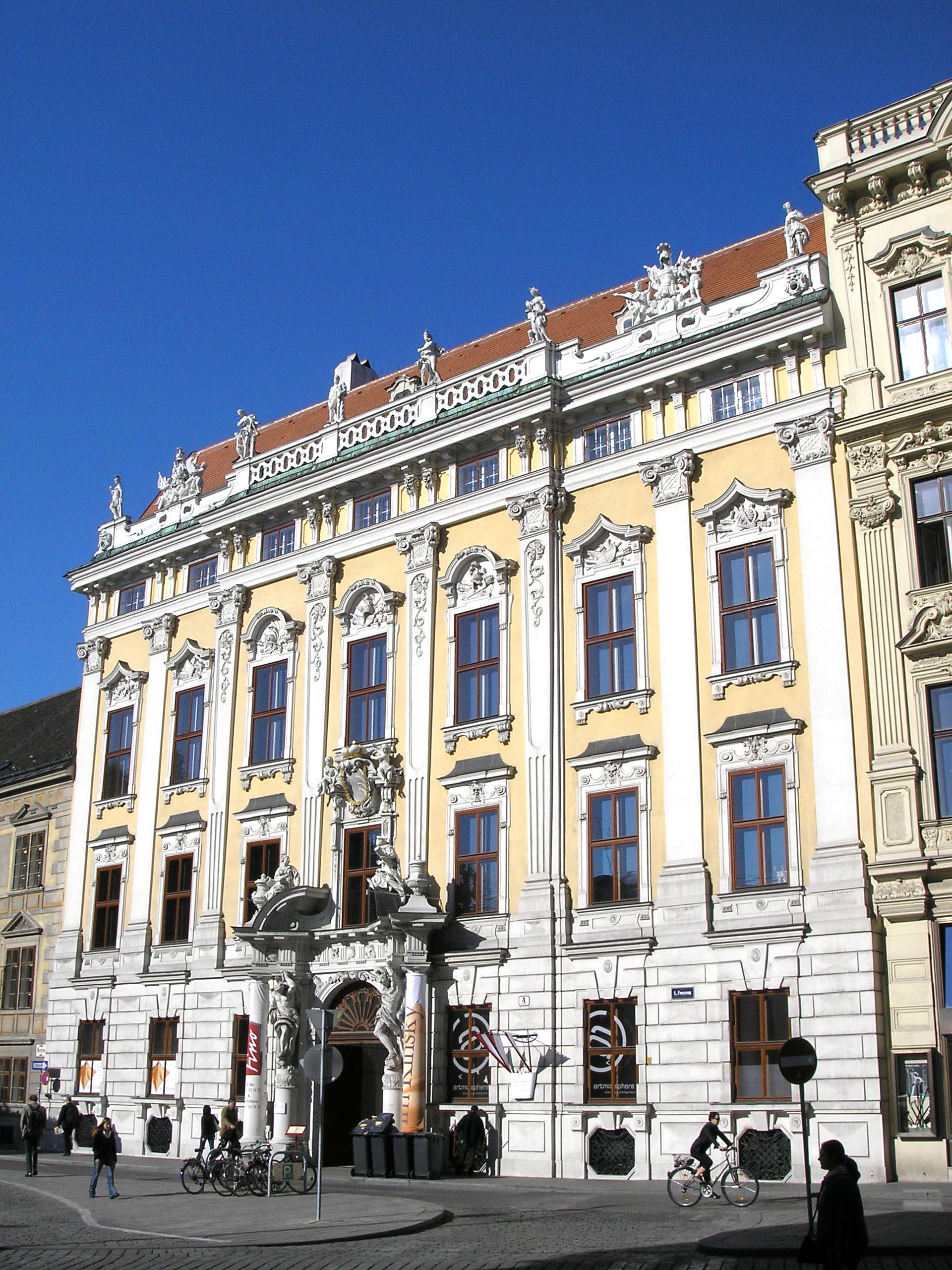

Pozoruhodné průčelí se svým portálem s římskými motivy se stal díky svým dekorativním prvkům vzorem až do 19. století.
Stejně tak pozoruhodný je interiér se schodištěm (zřejmě podle návrhu Antonia Beduzziho) a nástropní fresky v piano nobile. Ty jsou dílem Carla Carloneho a společně s kvadraturami Marcantonia Chiariniho představují apoteózu hraběte Dauna. Schodiště se zde rozevírá do dvou přes sebe ležících, odpočívadly přerušených ploch dvou hlavních pater, jež se skládají z pilastrů tvořených vysokým řádem na fasádě. Poslední poschodí je zvýrazněno kruhovým balkónem ve vnitřní části schodiště, který vytváří rám nástropní fresky a iluzorní perspektiva malby tak vytváří zdání vznášejícího se a ještě neskutečnějšího obrazu.
Plastiky v interiéru a pravděpodobně také postavy na vnějším portálu pocházejí z dílny Josepha Krackera. Postranní křídla byla v 19. století několikrát přestavována, přičemž dnešní vzhled je dílem především Rudolfa Weyra.
Kameníci Hans Georg Haresleben a Simon Sasslaber z obce Kaisersteinbruch vytvořili z kaisersteinského vápence mimo jiné vstupní bránu, stupně honosného schodiště, dveřní a okenní rámy a podstavce.